# Sanda Weigl
Sanda Weigl (Boekarest, 1948) is een uit Roemenië afkomstige Duitse zangeres en theaterregisseuse.

## Biografie
Haar vader Egon Weigl was na de oorlog uit Berlijn naar Boekarest gevlucht en trouwde met Irina Weigl-Herscovici (*1922 in Bacău, Roemenië). Reeds als jong meisje verwierf ze eerste bekendheid door optredens op de Roemeense televisie, waar ze liedjes van Maria Tanase zong.
In 1961 keerde Egon Weigl met zijn familie in de DDR terug op aanraden van zijn nicht Helene Weigel, de weduwe van Bertolt Brecht. Als tiener werd Sanda rond Thomas Natschinski lid van de beatband Team 4 en nam ze in 1968 deel aan hun album Die Straße. Het door haar gezongen lied Der Abend ist gekommen bereikte de eerste plaats in de DDR-hitparade. In datzelfde jaar, nadat ze samen met haar toenmalige vriendje Thomas Brasch en andere jongeren folders had uitgedeeld tegen de invasie van de staten van het Warschaupact in de ČSSR, werd ze veroordeeld tot twee en een half jaar gevangenisstraf voor "anti-staatshaat". Haar vervroegde vrijlating werd gevolgd door enkele jaren van speelverbod, een jaar van het werk aan de lopende band in een drugsfabriek en ten slotte expatriëring naar West-Berlijn na het indienen van een aanvraag voor expatriëring en hervestiging.
Hier begon Sanda Weigl te werken als dramaturg, assistent-regisseur en later als regisseur. Ze werkte met Luc Bondy, Jürgen Flimm, Robert Wilson en Peter Zadek bij theaters als het Schiller-Theater in Berlijn, de Münchner Kammerspiele, het Schauspielhaus Zürich en het Thalia-Theater in Hamburg.
Samen met haar man, de schrijver, toneelschrijver en acteur Klaus Pohl en hun jonge dochters Marie en Lucie, verhuisde Weigl uiteindelijk in 1992 naar New York, waar ze zich weer steeds meer op muziek richtte in samenwerking met onder andere Anthony Coleman. Naast haar cd's Gypsy Killer (2002) en Gypsy In A Tree (2011) trokken haar optredens op de RuhrTriennale in 2005 en 2007, op het Pina Bausch Festival in Wuppertal, op de vieringen ter ere van de Nobelprijs aan Herta Müller in Stockholm, in het Museum of Modern Art New York, Baryshnikov Ringling International Festival in Sarasota, Florida, evenals Joe's Pub en Cafe Sabarsky, New York, de aandacht van het publiek.

## Privéleven
Sanda Weigl heeft een broer, de acteur Vladimir Weigl. Samen met haar man Klaus Pohl heeft ze twee dochters, de schrijfster Marie Pohl en de actrice en comédienne Lucie Pohl.

## Discografie
- 1968: Die Straße, mit Team 4
- 2002: Gypsy Killer
- 2011: Gypsy In A Tree